# 兰特别墅 (罗马)
维泰博附近的别墅,见兰特别墅.

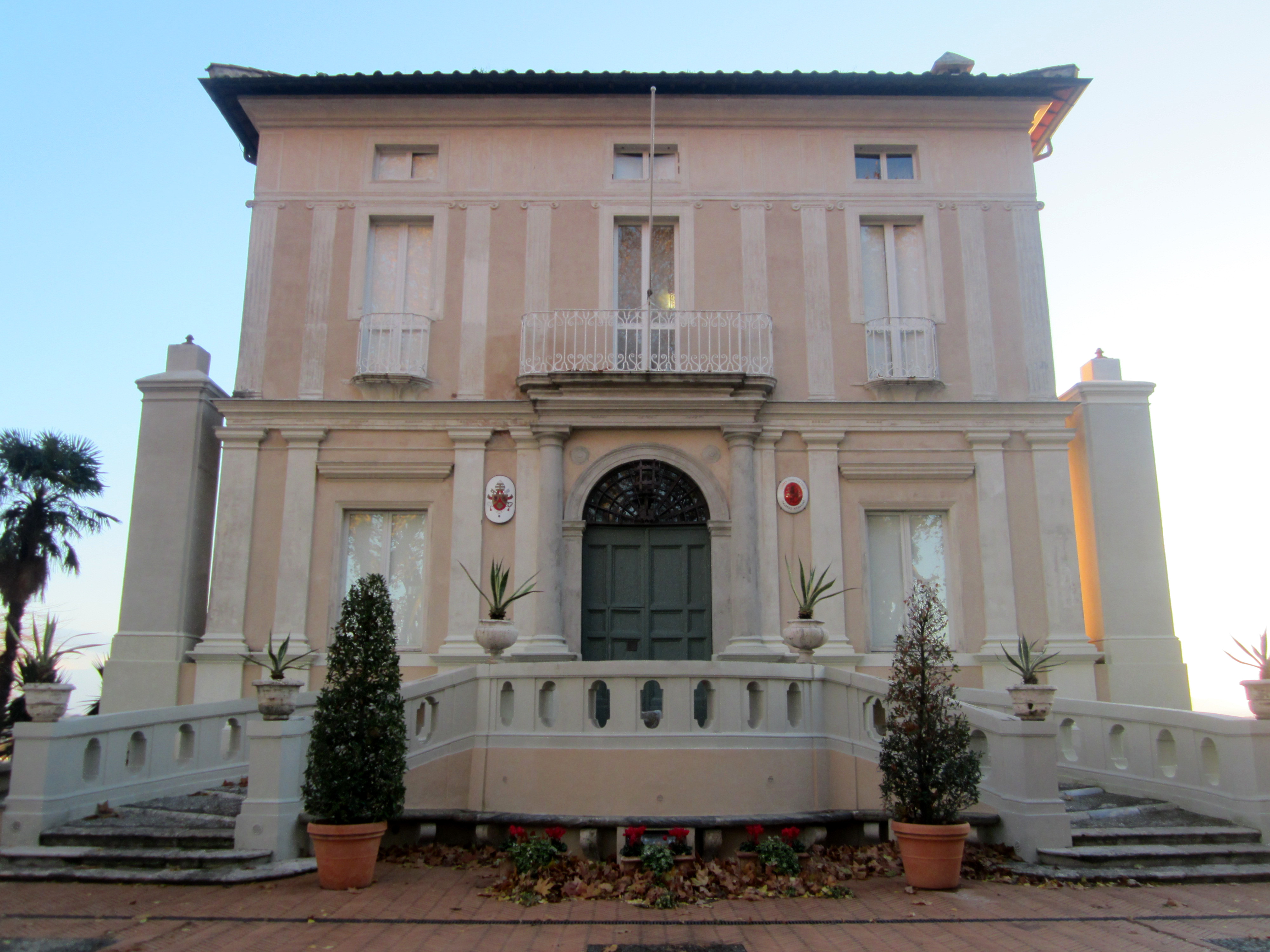
立面

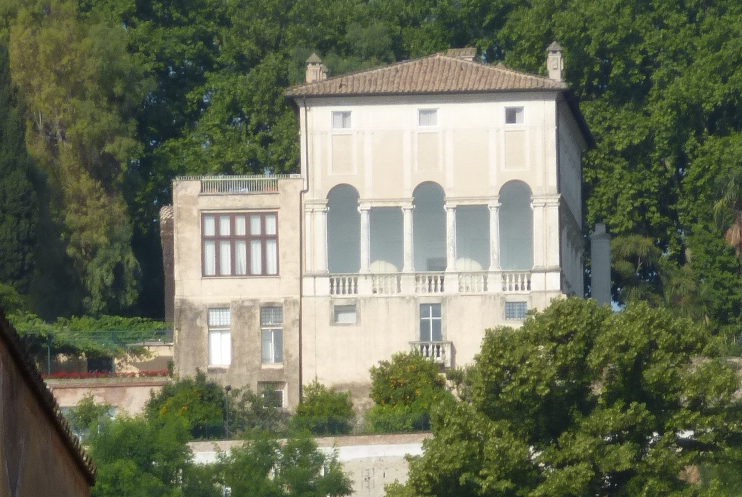

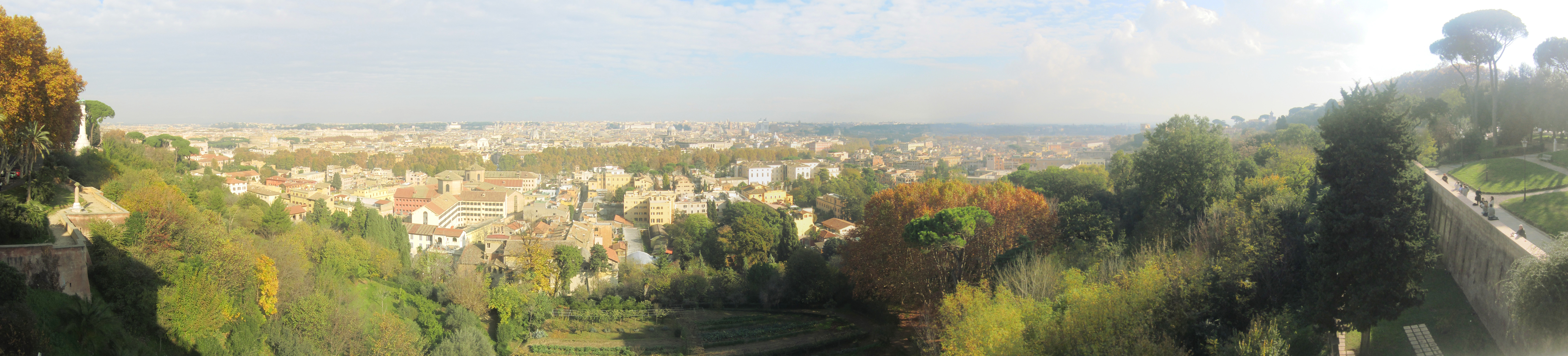

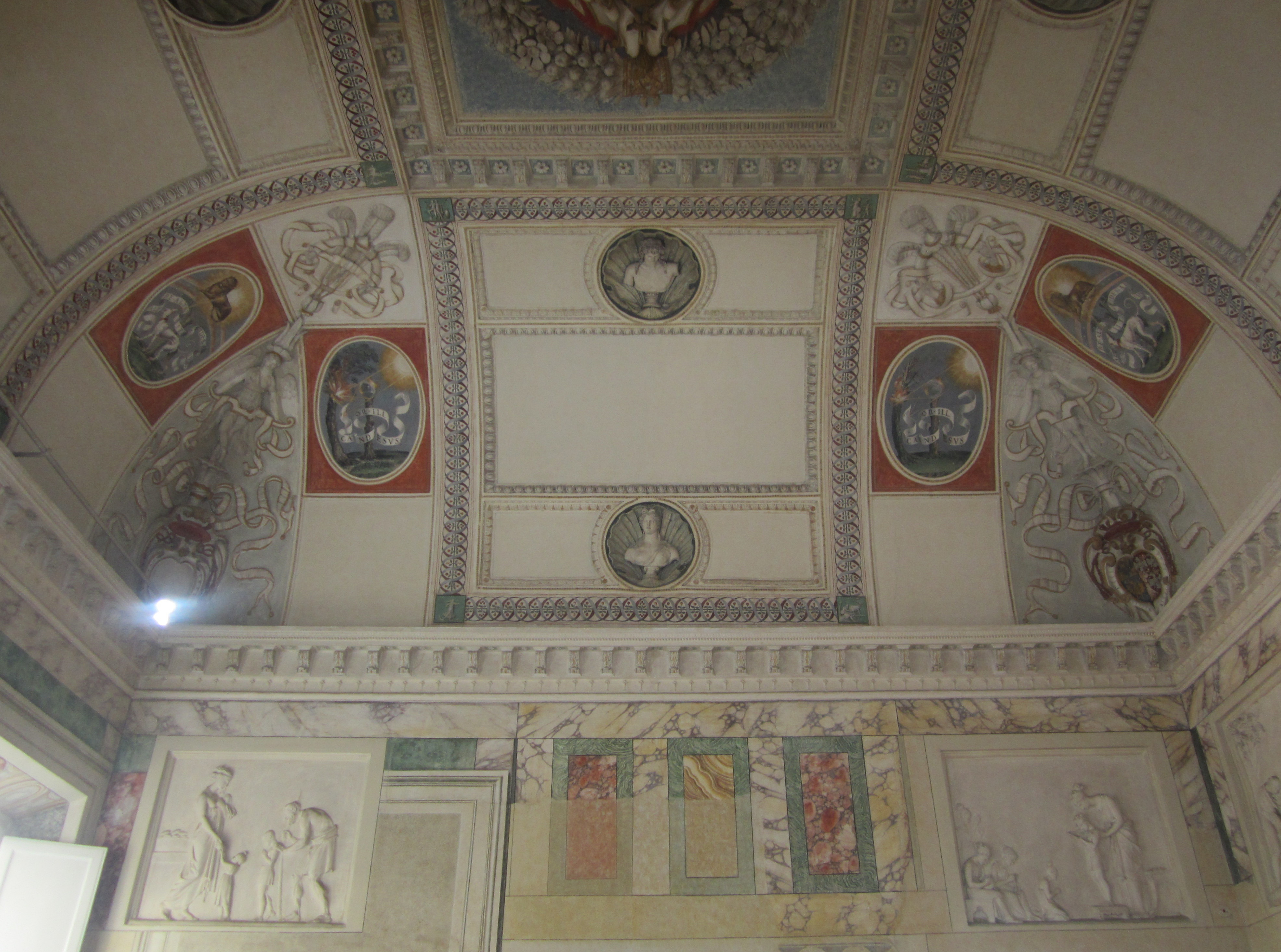

贾尼科洛山兰特别墅（Villa Lante al Gianicolo）是罗马贾尼科洛山山上的一座别墅。这是朱利奥·罗马诺在师傅拉斐尔去世后，独立接到的最早的订单之一，在1520-21年，为教廷官员、拉斐尔的密友巴尔达塞雷·图里尼设计的夏季别墅。据信，别墅建在罗马诗人马提亚尔故居的原址上，可以俯瞰罗马的壮观景色。 今天，该处房产是芬兰共和国的产业，设在这里的有罗马芬兰协会和芬兰驻教廷大使馆。

## 建筑
别墅坐落在贾尼科洛山平顶的边缘，下方就是陡峭的山坡。在宽大的露台可以欣赏到壮丽的景色。露台向公众开放，但是房屋本身并不开放。